# Schöpfwerk Altmannsdorf
Das Schöpfwerk in Altmannsdorf im 12. Wiener Gemeindebezirk, Meidling, war ein Hebewerk, das der Wasserversorgung eines Eiswerkes diente.

Historische Landkarten zum „Schöpfwerk“
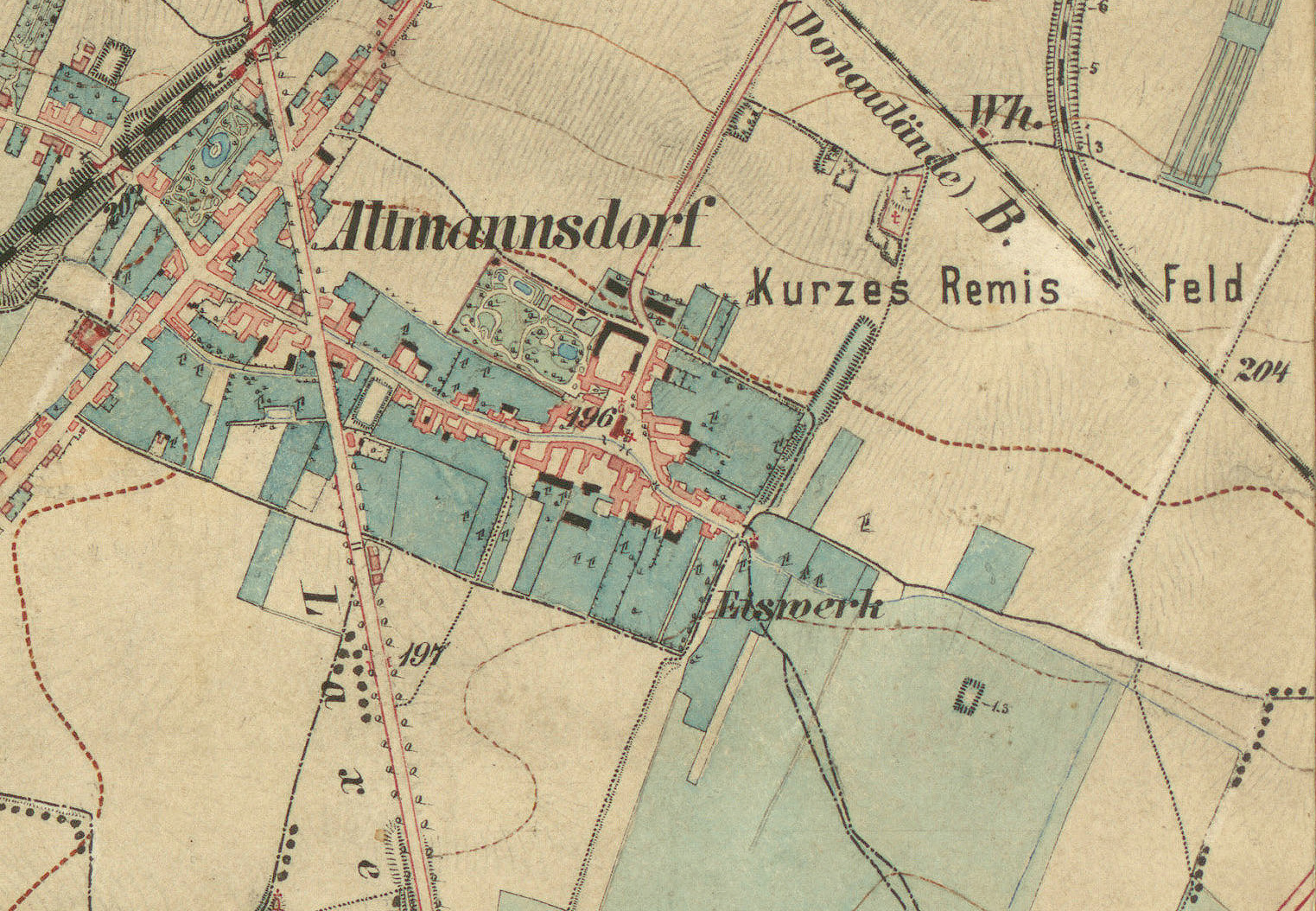
1872: Eiswerk bei Altmannsdorf, dunkelgrüne Flächen bedeuten Gärten
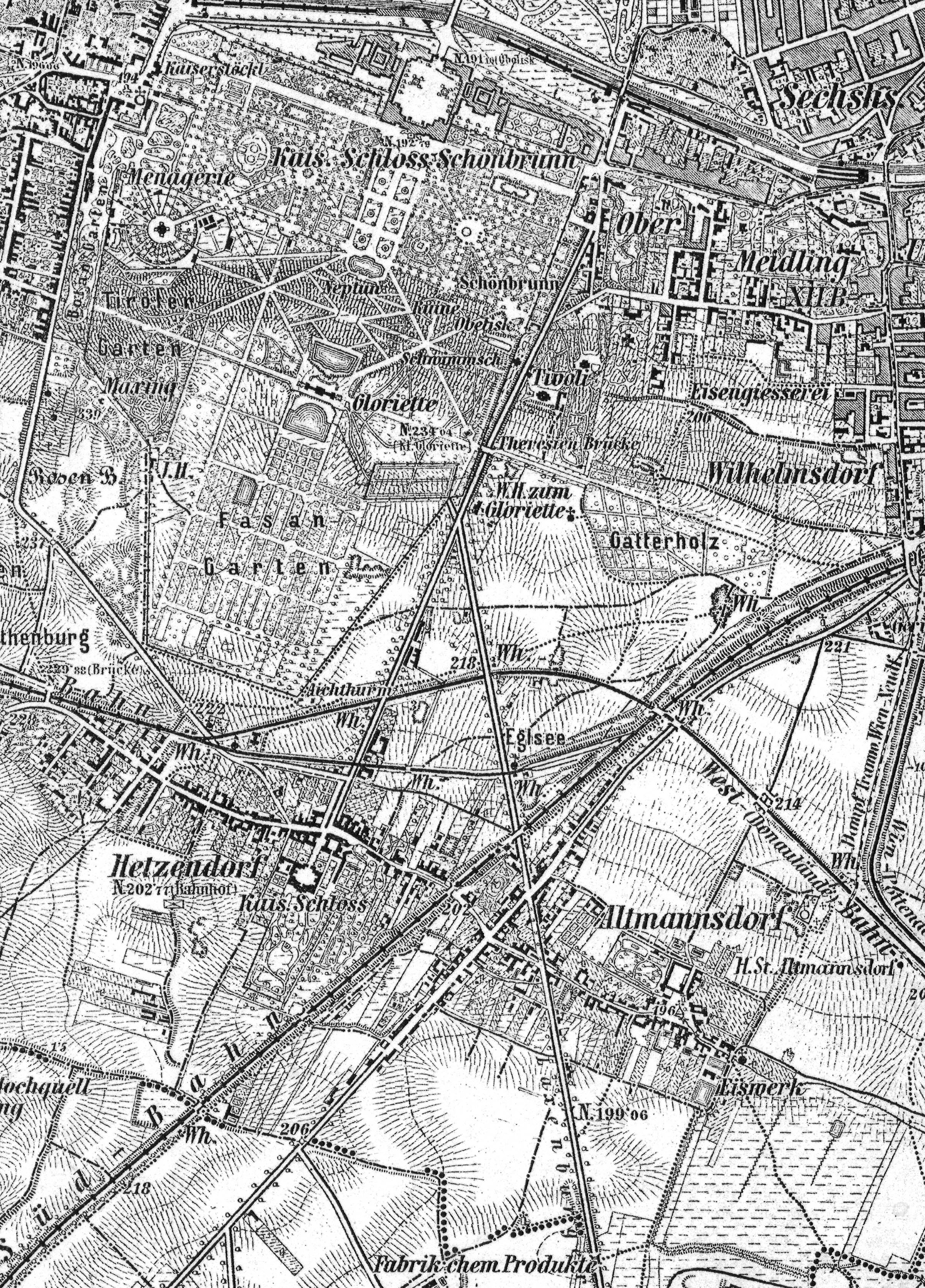
1901: Eiswerk bei Altmannsdorf (rechts unten)
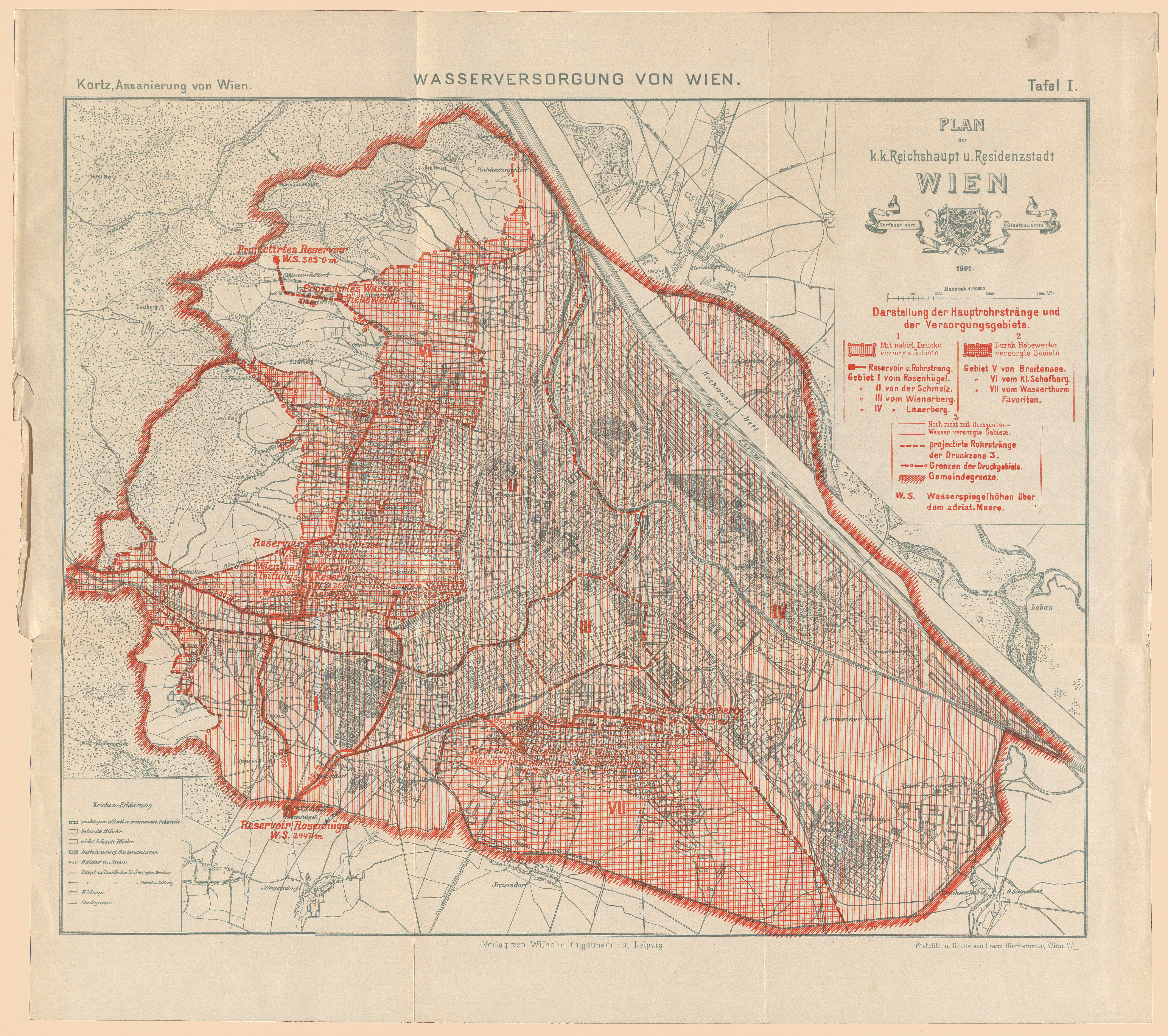
1902: Wiener Wasserversorgung: Kein Pump- oder Hebewerk in Altmannsdorf
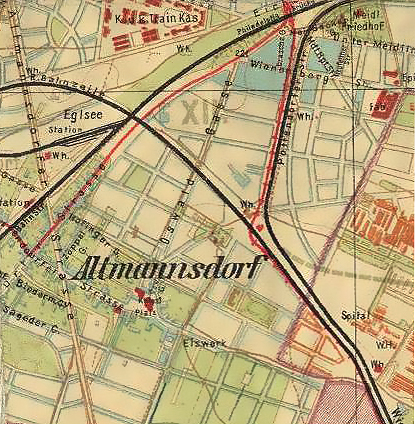
1905: Verkehrsplan der Stadt Wien

Die beiden kommunalen Siedlungen „Am Schöpfwerk“ haben ihren Namen von dieser Wasserversorgungsanlage.

## Eiswerk
Das Eiswerk bestand von der Mitte des 18. Jahrhunderts an; in ihm wurden im Winter Eisblöcke erzeugt, die zur Kühlung von Kellern, aber auch als Kühlmittel in den Vorläufern der Kühlschränke, den Eiskästen, verwendet wurden.
Zur Eisproduktion wurden flache Seen angelegt, deren Wasser im Winterfrost zu Eis fror. Dieses Eis wurde in Blöcke geschnitten, in Kellern verwahrt und in den wärmeren Jahreszeiten verkauft. Für diese Seen wurden auch Flächen des späteren Siedlungsgebietes verwendet. Das Wasser für die Eisproduktion wurde einer Reihe von Schöpfbrunnen und einem kleinen Bach entnommen, der offen durch Altmannsdorf und danach am Eiswerk vorbei ins freie Gelände floss (entlang des Inzersdorfer Wegs, der 1912 amtlich Am Schöpfwerk benannten Straße von Altmannsdorf nach Inzersdorf; siehe die historische Landkarte 1872).
Dass die Flächen des Eiswerkes in der wärmeren Jahreszeit als Gemüsebeete oder Gärten verwendet wurden und dass die Anlage auch als Bewässerungsanlage für Gemüsebeete diente, ist durch die Landkarte von 1872 (siehe Bilder) dokumentiert.
1890 / 1892 wurde das Gebiet in die Stadt Wien eingemeindet. Um 1900 waren die Eisteiche auf dem Stadtplan nicht mehr ersichtlich. Die 1912 amtlich festgelegte Straßenbezeichnung „An den Eisteichen“ erinnert an sie.

## Kein Schöpfwerk der Hochquellenleitung
Namensdeutungen, wonach das Schöpfwerk seinen Namen von einem Pump- oder Schöpfwerk der 1. Wiener Hochquellenwasserleitung ableiten soll, treffen nicht zu. Der zeitgenössischen Literatur ist kein Hinweis auf ein Wasserleitungs-Schöpfwerk bei Altmannsdorf zu entnehmen, Landkarten weisen es nicht aus. Die Wasserleitung ist eine Leitung für Quellwasser aus dem Rax- und Schneeberggebiet, die wegen ihres natürlichen Gefälles (Gravitationsleitung) für den Wassertransport aus dem Süden Niederösterreichs nach Wien keine Pumpwerke benötigt. Altmannsdorf lag in einem Gebiet, zu dessen Versorgung aus der Hochquellenwasserleitung keine technischen Hilfen notwendig waren. Die erste Hochquellenwasserleitung wurde in den Jahren vor 1873 erbaut. Ihr erster Wasserbehälter wurde entfernt von Altmannsdorf am Ende der Leitung am Rosenhügel errichtet, etwa 50 Meter höher als Altmannsdorf. Zeitgenössische und jüngere Literatur erwähnen eine Reihe von technischen Einrichtungen dieser Wasserleitung, wie (für eine zusätzliche Wassereinspeisung, nicht für die Leitung selbst) das Schöpfwerk in Pottschach und Hebewerke in Breitensee oder am Schafberg und auf dem Wienerberg in Favoriten, aber kein Schöpfwerk in Altmannsdorf. Die Einleitung von Grundwasser in das Wiener Wasserleitungsnetz wurde zwar erwogen, allerdings mit Wasser aus dem Donautal, der Mitterndorfer Senke oder der Fischa-Dagnitz-Quelle, nicht aus der Gegend von Altmannsdorf oder sonst wo aus dem Einzugsgebiet der Liesing. Eine andere Wasserleitung der damaligen Zeit in Wien, die Wientalwasserleitung hatte zwar 31 Schöpfwerke, lieferte aber kein Wasser nach Altmannsdorf. Dieser Ort erhielt außerdem erst 1910 einen Anschluss an das Wassernetz Wiens. Ein Pump- oder Schöpfwerk, das angeblich um 1870/71 oder 1870–73 hätte erbaut sein sollen, hätte sein Wasser nicht in das Wiener Leitungsnetz einspeisen können. Das als erstes Pumpwerk im Netz der Wiener Wasserversorgung bezeichnete Pumpwerk Breitensee wurde erst 1892–96 errichtet. Andere Schöpfwerke, wie die 66 Brunnenschöpfwerke Wiens zur Benetzung der Verkehrsflächen, gab es zwar, aber keines in Altmannsdorf. Der Wasserturm in Favoriten wurde noch später, 1899, erbaut und 1910 wieder stillgelegt. Er besaß eine eigene, an ihn anschließende Pumpenanlage mit Dampfmaschinen und Tauchkolbenpumpen. Diese Anlage befand sich nicht in Altmannsdorf. Ein Wasserbehälter liegt im Osten von Altmannsdorf weiter entfernt am Laaerberg und auch bei ihm ist keine Verbindung zum Gebiet von Altmannsdorf erwähnt.